# Адам Бритън
Адам Робърт Кордън Бритън (на английски: Adam Robert Corden Britton) е известен австралийски зоолог от британски произход, специалист по крокодили, който печели световно внимание с осъждането си за множество криминални престъпления, включително малтретиране на животни, зоофилия, зоосадизъм и притежание на материали с детска порнография. 
Той пише книги, сътрудничи на филми и прави документални филми за природата с Би Би Си и Нешънъл Джиографик, и сътрудничи на сър Дейвид Атънбъро.
През септември 2023 г. той е обвинен по 56 точки, свързани със сексуално насилие, изтезания и убийства на кучета, заедно с притежание на най-лошата категория материали за експлоатация на деца. Признава се за виновен по всички обвинения през август 2024 г. и е осъден на 10 години и 5 месеца затвор.
Разследването на престъпленията му улеснява наказателното преследване и осъждането на други зоосадисти в неговата глобална мрежа. Чрез този случай властите успяват да разкрият по-широка мрежа от лица, замесени в подобни престъпления, което води до допълнителни арести и присъди в други страни.

## Биография
Бритън е роден около 1971 г. в град Уейкфийлд, Западен Йоркшър, Англия. Получава средното си  образование в местната гимназия „Куин Елизабет“. Следва зоология в университета в Лийдс, където придобива бакалавърска степен през 1992 г. Придобива докторска степен по зоология от университета в Бристъл през 1996 г.
Мести се в Австралия през 1996 г., където среща бъдещата си съпруга Ерън, която е рейнджър и биолог. Двамата се женят през 1997 г. и създават консултантска фирма, занимаваща се с диви крокодили. Бритън, който се смята за експерт по крокодили, води програма по Би Би Си, а заедно със съпругата си работи със сър Дейвид Атънбъро  Той също е нает като научен сътрудник в университета „Чарлз Дарвин“ в Дарвин, Австралия. Ерън се развежда с него след осъждането му.

## Криминална история
Съдебните документи сочат, че Бритън е прикривал садистичния си сексуален интерес към животните от 6-годишна възраст и е започнал да тормози коне на 13-годишна възраст.
Започва да извършва престъпления през 2014 г. и е арестуван през септември 2022 г. На негово име има заповед за задържане, докато не се признава за виновен през септември 2023 г.
Той търси кучета в уебсайта Gumtree Australia, твърдейки, че ги им дава втори дом и казва на бившите им собственици, че те процъфтяват под неговите грижи, докато всъщност ги малтретира сексуално, измъчва и убива. Известно е, че за 18 месеца е малтретирал сексуално 42 кучета, от които 39 са починали. Видеата си качва в Телеграм и форуми под псевдонимите Monster („Чудовище) и Cerberus (Цербер).
Към 25 септември 2023 г. му са отправени 60 обвинения, свързани с материали с детска порнография, и със зоофилия, за които се признава за виновен. Присъдата е насрочена за декември 2023 г., но е отложена за февруари 2024 г. и впоследствие отново отложена за май 2024 г. През май 2024 г. произнасянето й е отложено за трети път поради конфликти в графика на председателстващия съдия за 11 юли 2024 г. Присъдата му е отложена още веднъж до 8 август 2024 г. Бритън е окончателно осъден в Дарвин на 8 август 2024 г. на десет години и пет месеца затвор с период на освобождаване от шест години. Присъдата му е със задна дата от ареста му през април 2022 г. Той също така получава доживотна забрана да купува животни и да ги държи в имота си. Бритън заявява в писмо, написано в затвора и прочетено от неговия адвокат, че наистина съжалява и ще потърси дългосрочно лечение. Съдията обаче заявява, че не се съмнпва, че Бритън е щял да продължи с поведение му, ако не е бил арестуван.
Ема Хърст от австралийската Партия за справедливост на животните описва присъдата като „жалко слаба“ и заявява, че „когато някой измъчва, изнасилва и убива животни по такъв садистичен начин, той трябва да бъде съответно наказан“.
През 2022 г. в Северната територия е въведено законодателство, което увеличава наказанията за жестокост към животни, включително увеличаване на максимума за утежнена жестокост срещу животни до пет години лишаване от свобода. Престъпленията му обаче са извършени преди влизането в сила на това законодателство, когато максималното наказание е две години.